# Яс-Марина
24°28′02″ пн. ш. 54°36′11″ сх. д. / 24.46722° пн. ш. 54.60306° сх. д.
Яс-Марина — гоночна траса в Абу-Дабі, ОАЕ, на якій дебютував гран-прі Абу-Дабі в чемпіонаті 2009 року Формули-1. Траса розташована на штучному острові Яс, площею 2500 га. Поблизу траси розташовані гавань для яхт, парк розваг Ferrari, готелі, елітне житло, басейни, майданчики для гольфу і торговий центр «Яс-Молл» загальною площею 300 тис. м².

## Проєкт
Траса розроблена відомим німецьким архітектором Германом Тільке. Задумана як східний аналог автодрому в Монако, траса містить 21 поворот (12 лівих і 9 правих), включаючи ділянки, що проходять повз причал для яхт, а також пролягають серед піщаних дюн. Яс-Марина — це одна з небагатьох трас (включаючи Автодром Жозе Карлуса Пачі, Істанбул Парк і Марина-Бей), рух по якій здійснюється проти годинникової стрілки, що являє собою додаткову складність для гонщиків.
Траса містить три швидкісні ділянки і кілька складних поворотів. На автодромі передбачено чотири трибуни: головна, північна, східна і південна, це єдиний автодром на якому всі трибуни є критими. Одна з гравійних пасток розташовується безпосередньо поблизу східної трибуни (навпроти восьмого повороту), також частина траси проходить крізь один з готелів на узбережжі. Цікавою особливістю є частина виїзду з піт-лейну, яка проходить під дорожнім полотном траси в спеціальному тунелі. Позаду піт-лейна розташовані штаб-квартири команд, телецентр, траса для дрегстерів, вежа для VIP-персон, будівля Ferrari.

Північна і південна конфігурації автодрому Яс-Марина

### Технічні дані
Площа, яку займає траса становить 161,9 га, розрахункова місткість автодрому — 50 тисяч чоловік. Довжина траси становить 5,554 км, при русі по ідеальній траєкторії — 5,491 км. Ширина траси на різних ділянках змінюється від 12 до 16 м, ширина прямої старт-фініш — 15 м. Найдовша пряма має довжину 1173 м. Теоретична максимальна швидкість складе близько 317 км/год (перед восьмим поворотом) при загальному часу проходження кола близько 100 с.

#### Цікавий факт
За попередніми підрахунками під час будівлі, траса становила 5,555 км, але після здачі в експлуатацію траса загадковим чином «загубила» 1 метр своєї довжини.

### Додаткові конфігурації
На трасі передбачені перемички, які дозволяють отримати ще дві незалежні конфігурації траси: північне кільце (коротше основного на 3,15 км) і південне кільце (коротше на 2,36 км). Цікава особливість полягає в тому, що додаткові конфігурації не мають спільних ділянок, тобто можуть використовуватися незалежно одна від одного, тому автодром Яс-Марина може приймати два змагання одночасно.

## Переможці Гран-прі на трасі Яс-Марина
| Рік  | Пілот             | Конструктор      | Результат |
| ---- | ----------------- | ---------------- | --------- |
| 2010 | Себастьян Феттель | Red Bull-Renault | Результат |
| 2009 | Себастьян Феттель | Red Bull-Renault | Результат |